# Albert Thate
Albert Thate (* 14. Juli 1903 in Düren; † 11. Oktober 1982 in Düsseldorf) war ein deutscher Kirchenmusiker, Komponist und Dozent. Sein bekanntestes Werk ist der 1935 entstandene Kanon über die Bitte der Emmausjünger Herr, bleibe bei uns, der oft als Abendgebet gesungen wird.

## Leben und Wirken
Thate schloss sein Studium der evangelischen Kirchenmusik an der Musikhochschule Köln 1930 mit dem A-Examen und 1932 mit dem Kompositionsexamen ab. Im Jahre 1934 gab er Jürg Baur Orgelunterricht. Bis 1943 war er Kantor und Organist an der Matthäikirche und danach bis 1968 an der Kreuzkirche in Düsseldorf, wo er 1966 am Bau der Orgel beteiligt war. Thate war als Kirchenmusiker Dozent für Tonsatz an der Kirchenmusikschule Düsseldorf.

## Werke (Auswahl)
- Herr, bleibe bei uns. Kanon, (Gotteslob 89; Evangelisches Gesangbuch 483)[2]
- Sonate in G für Blockflöte und Klavier (Cembalo). Bärenreiter-Verlag, Kassel 1950, ISMN M-006-41737-7.
- Vom zeitlichen Tod und ewigen Leben. Bärenreiter-Verlag, Kassel 1951.
- (Bearb.): Gesellige Lieder zum Singen am Klavier mit einem Melodie-Instrument nach Belieben. Heft III. Bärenreiter, Kassel 1960.
- Lynkeus’ Tower Song. Gemischter Chor. Textquelle: Faust II.